# Crash Test Dummies
 (janvier 2017).
Si vous disposez d'ouvrages ou d'articles de référence ou si vous connaissez des sites web de qualité traitant du thème abordé ici, merci de compléter l'article en donnant les références utiles à sa vérifiabilité et en les liant à la section « Notes et références ».
Pour les articles homonymes, voir Crash test (homonymie).
Ne doit pas être confondu avec Crash Dummies.
Crash Test Dummies est un groupe canadien de rock originaire de Winnipeg dont le plus grand succès est le single Mmm Mmm Mmm Mmm, sorti en 1993.
L'expression anglaise « crash test dummies » désigne en français les mannequins d'essai de choc.

## Biographie
Formé en 1989 au Canada, Crash Test Dummies se distingue en 1991 avec un premier album, The Ghosts That Haunt Me qui atteint la première place des charts canadiens, sans toutefois passer les frontières. Leur mélange de rock, de blues, de folk et de pop séduit les États-Unis et le monde entier dès l'album suivant en 1993, God Shuffled his Feet, coproduit par Jerry Harrison des Talking Heads. La raison de ce succès est le single Mmm Mmm Mmm Mmm. Cette chanson sera utilisée dans la bande originale du film Dumb & Dumber.
Le succès du groupe est de courte durée puisque les deux albums suivants, A Worm's Life en 1996 et Give yourself a hand en 1999, ont connu un succès plus confidentiel. Crash Test Dummies publie en 2001 un cinquième album intitulé I Don't Care That You Don't Mind.

## Le groupe
- Chant et guitare: Brad Roberts
- Basse: Dan Roberts
- Guitare: Ben Darvill
- Batterie et percussions: Mitch Dorge
- Clavier et chœur: Ellen Reid

## Discographie
Albums studio 
- The Ghosts that Haunt Me (1991)
- God Shuffled His Feet (1993) #9 U.S., #1 UK
- A Worm's Life (1996) #78 U.S.
- Give Yourself a Hand (1999)
- I Don't Care That You Don't Mind (2001)
- Jingle All The Way (2002)
- Puss 'n' Boots (2003)
- Songs of the Unforgiven (2004)
- Oooh La La! (2010)
- Demo-Litions (2011)

### Compilation
- The Best of Crash Test Dummies (2007)

## Site officiel
- CrashTestDummies.com